# ТЕС Кондапаллі
16°38′30″ пн. ш. 80°33′5″ сх. д. / 16.64167° пн. ш. 80.55139° сх. д.
ТЕС Кондапаллі – електроенергетичний майданчик у індійському штаті Андхра-Прадеш.
В 2000-му році на майданчику станції став до ладу парогазовий блок комбінованого циклу потужністю 360 МВт, в якому дві газові турбіни потужністю по 115 МВт живлять через відповідну кількість котлів-утилізаторів одну парову турбіну з показником 130 МВт.
В 2009 – 2010 роках ввели в дію другий парогазовий блок потужністю 366 МВт, в якому газова турбіна потужністю 233 МВт живить через котел-утилізатор одну парову турбіну з показником 133 МВт.
Нарешті, в 2012-му став до ладу третій парогазовий блок потужністю 734 МВт, в якому дві газові турбіни потужністю по 241 МВт живлять через відповідну кількість котлів-утилізаторів одну парову турбіну з показником 252 МВт.
ТЕС розрахована на використання природного газу, який може надходити по газопроводу Татіпака – Какінада і перемичці від системи Схід – Захід. В 21 столітті на тлі зростання споживання та падіння видобутку в Індії виник дефіцит блакитного палива, що впливає на об’єкти електрогенерації. Так, в перші 10 місяців 2022/2023 бюджетного року ТЕС Кондапаллі взагалі не працювала.  
Для охолодження використовують воду із річки Крішна.
Видача продукції відбувається по ЛЕП, що працюють під напругою 220 кВ та 400 кВ.
Проект реалізували через компанію LANCO Kondapalli Power Private Limited, що належить до LANCO Group.